# 拉曼效应

光散射的不同可能性：瑞利散射（不交換能量：入射和散射光子具有相同的能量）、斯托克斯拉曼散射（原子或分子吸收能量：散射光子比入射光子能量少）和反斯托克斯拉曼散射散射（原子或分子失去能量：散射光子比入射光子具有更多能量）

拉曼散射（Raman scattering），也称拉曼效应（英語：Raman effect），為一種光子的非彈性散射現象，1928年由印度物理学家錢德拉塞卡拉·拉曼发现，指光波在被散射后频率发生变化的现象。
當光子打到直徑大於自己波長的粒子時，會與其碰撞，導致行徑方向偏折。其中多數的光子，都是發生彈性碰撞，故散射出來的光子，跟射入前的光子，波長、頻率與能量相同，稱為瑞利散射。然而，有一小部份散射的光子（約千萬分之一）和介質分子之間發生非彈性碰撞，出現能量交換，故散射後的波長、頻率與能量會產生變化，稱為拉曼散射。
拉曼散射可依光子在碰撞過程中的能量變化分为两类：
1. 斯托克斯散射:材料吸收能量，导致散射光子能量低于入射光子，為多數情況。
2. 反斯托克斯散射:材料失去能量，导致散射光子能量高于入射光子，為少數情況。
拉曼效應以印度科學家錢德拉塞卡拉·拉曼 (C. V. Raman) 的名字命名，他於1928年在學生 K. S. Krishnan 的幫助下發現了拉曼效應。拉曼因發現拉曼散射而榮獲1930年諾貝爾物理學獎。 奧地利理論物理學家Adolf Smekal於1923年從理論上預測了這種效應。

## 歷史

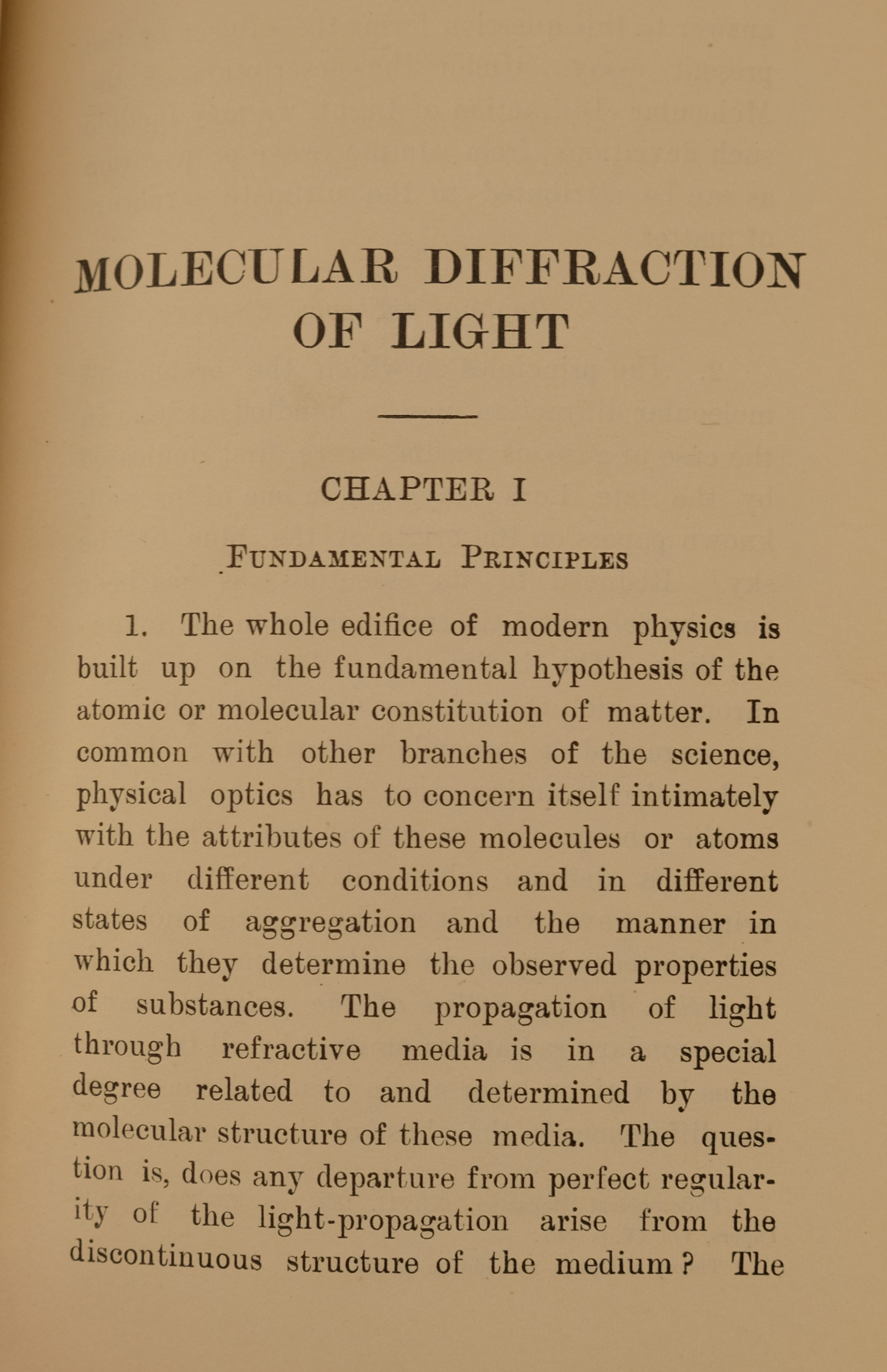
《光的分子衍射》第一頁 (1922)

19世紀描述了一種稱為瑞利散射的彈性光散射現象，其中光保留其能量。與激發源的強度相比，瑞利散射的強度約為10−3至10−4。1908年，發現了另一種形式的彈性散射，稱為米氏散射。
光的非彈性散射是由阿道夫·斯梅卡尔（Adolf Smekal）在1923年預言的，在較舊的德文文獻中，它被稱為“斯梅卡尔-拉曼效应” (Smekal-Raman-Effekt)。1922年，印度物理學家钱德拉塞卡拉·拉曼發表了關於 《光的分子衍射》的研究成果，這是他與合作者進行的一系列研究的第一個項目，最終（1928年2月16日）他發現了以自己名字命名的輻射效應。拉曼效應最早由拉曼和他的同事 K. S. 克里希南 (K. S. Krishnan) 首次報道，並由格里戈里·兰德斯伯格 (Grigory Landsberg) 和列昂尼德·曼德尔施塔姆 (Leonid Mandelstam) 於1928年2月21日在莫斯科獨立報道（拉曼和克里希南報告後5天）。在前蘇聯，拉曼的貢獻一直備受爭議；因此在俄羅斯的科學文獻中，此效應通常被稱為「組合散射」或「組合性散射」。拉曼因其在光散射方面的研究成果而於1930年獲得諾貝爾獎。

## 應用
拉曼光譜學利用拉曼效應進行物質分析。拉曼散射光的光譜取決於存在的分子組成及其狀態，使得光譜可用於材料識別和分析。拉曼光譜用於分析多種材料，包括氣體、液體和固體。生物有機體和人體組織等高度複雜的材料也可以透過拉曼光譜進行分析。
利用拉曼效應產生的雷射，稱為拉曼雷射。
對於固體材料，拉曼散射被用作檢測高頻聲子和磁振子激發的工具。
拉曼雷射雷達(LiDAR)在大氣物理學中用於測量大氣消光係數和水蒸氣垂直分佈。
受激拉曼躍遷也廣泛用於操縱捕獲離子的能階，從而操縱基本量子位元(qubit) 狀態。
拉曼光譜可用於確定不具有紅外線吸收光譜的分子的力常數和鍵長。
拉曼放大用於光放大器。
拉曼效應也參與產生藍天的外觀（參見瑞利散射：「大氣中分子氮和氧的瑞利散射包括彈性散射以及空氣中旋轉拉曼散射的非彈性貢獻」）。
拉曼光譜已被用於透過振動標籤對生物系統中的小分子（例如核酸）進行化學成像。